# 갈텔리
갈텔리(Galtellì, it; 사르데냐어: Garteddi)는 이탈리아 사르데냐 주 누오로도에 있는 코무네로, 칼리아리에서 북동쪽으로 약 140 킬로미터 (87 mi), 누오로에서 북동쪽으로 약 25 킬로미터 (16 mi) 떨어져 있다.
갈텔리는 도르갈리, 이르고리, 로쿨리, 룰라, 오니파이, 오로세이와 접해 있다.
갈텔리는 고대 갈루라의 판결 영토, 특히 바로니 영토 내 현재 누오로 교구에 있었던 역사적인 주교 좌였다.
갈텔리는 사르데냐에서 가장 잘 보존된 역사 지구 중 하나를 가지고 있다. 수많은 교회가 있으며, 성 베드로 대성당에는 로마네스크 프레스코화가 보존되어 있다.